# Opération Sonnenwende
Seconde Guerre mondiale
Batailles
Front de l’Est

Prémices :
- Campagne de Pologne
- Guerre d’Hiver

Guerre germano-soviétique :
- 1941 : L'invasion de l'URSS

- Opération Barbarossa

Front nord : 
- Guerre de Continuation
- Opération Silberfuchs
- Siège de Léningrad

Front central : 
- 2e bataille de Brest-Litovsk
- Bataille de Białystok–Minsk
- 1re bataille de Smolensk
- Bataille de Kiev

Front sud : 
- Siège d'Odessa
- Campagne de Crimée

- 1941-1942 : La contre-offensive soviétique

Front nord : 
- Poche de Demiansk
- Poche de Kholm

Front central : 
- Bataille de Moscou

Front sud : 
- Seconde bataille de Kharkov

- 1942-1943 : De Fall Blau à 3e Kharkov

Front nord : 
- Offensive de Siniavino
- Opération Iskra
- Bataille de Krasny Bor
- Opération Poliarnaïa Zvezda

Front central : 
- Opération Mars

Front sud : 
- Bataille du Caucase (opération Fall Blau)
- Bataille de Stalingrad
- Opération Uranus
- Opération Saturne
- Offensive d'Ostrogojsk-Rossoch
- Offensive de Voronej-Kastornoe
- Opération Gallop
- Opération Étoile
- Troisième bataille de Kharkov

- 1943-1944 : Libération de l'Ukraine et de la Biélorussie

Front central : 
- 2e bataille de Smolensk
- Opération Bagration

Front sud : 
- Bataille de Koursk
- Bataille du Dniepr
- Offensive Dniepr-Carpates
- Offensive de Crimée
- Offensive de Lvov-Sandomir

- 1944-1945 : Campagnes d'Europe centrale et d'Allemagne

Allemagne : 
- Offensive Vistule-Oder
- Offensive de Poméranie orientale
- Siège de Breslau
- Offensive de Prusse-Orientale
- Bataille de Königsberg
- Bataille de Seelow
- Bataille de Bautzen
- Bataille de Berlin
- Capitulation allemande

Front nord et Finlande : 
- Guerre de Laponie
- Offensive Leningrad-Novgorod
- Bataille de Narva

Europe orientale : 
- Opération Margarethe
- Insurrection de Varsovie
- Soulèvement national slovaque
- Opération Panzerfaust
- Bataille de Budapest
- Opération Frühlingserwachen
- Offensive de Vienne
- Insurrection de Prague
- Offensive de Prague
- Bataille de Slivice

Front d’Europe de l’Ouest

Campagnes d'Afrique, du Moyen-Orient et de Méditerranée

Bataille de l’Atlantique

Guerre du Pacifique

Guerre sino-japonaise

Théâtre américain
L’opération Sonnenwende (solstice en allemand) constitue l'une des dernières grandes opérations offensives de la Wehrmacht sur le Front de l'Est. Destinée au départ à refouler les Soviétiques des territoires du Reich, que leurs succès du mois précédent avaient permis d'envahir, elle se limite finalement à une tentative de consolidation du front allemand en Poméranie occidentale.

## Contexte

### Le Reich envahi
À la suite des succès soviétiques du mois de janvier, de larges portions du Reich sont envahies par l'Armée rouge, menaçant directement Berlin à partir du 31 janvier, et la saisie de têtes de pont sur la rive gauche de l'Oder, à proximité de Francfort.

### Himmler, commandant du groupe d'armées Vistule
Pour faire face à la déroute des unités allemandes dans le Gouvernement général et en Prusse-Orientale, Hitler et surtout Goebbels, souhaitent nommer Himmler commandant en chef de l'armée de terre, après que ce dernier eut fait ses preuves dans le commandement d'un groupe d'armées.
Nouvellement nommé, le nouveau commandant en chef du groupe d'armées n'est en réalité pas en mesure de commander de façon efficace les unités placées sous ses ordres; en effet, il arrive au siège de son quartier-général avec une carte à trop petite échelle pour permettre un commandement efficace, puis il se replie à l'Ouest de l'Oder, à Prenzlau, à la fois pour diriger la SS et pour commander son groupe d'armées. De plus, il constitue son état-major avec des membres de la SS, pas forcément compétents pour les tâches d'état-major.
Dans le même temps, Hitler remanie constamment le commandement sur le front de l'Est, à la colère de ses conseillers les plus proches, notamment Guderian.

## Planification et préparation

### Le groupe d'armées Vistule
Le groupe d'armées Vistule, nouvellement formé, aligne au début du mois de février vingt-cinq divisions d'infanterie et huit divisions de Panzer. Cette concentration est la conséquence à la fois de l'ultime renversement des priorités stratégiques opérées par Hitler à la suite des succès soviétiques, ce choix stratégique se matérialise par le redéploiement à l'Est des réserves mobiles de l'armée allemande et de la politique de passage au peigne fin des effectifs de l'arrière.
Cependant, l'offensive ne concerne que dix divisions, dont sept de Panzer et de Panzergrenadier, auxquelles s'ajoutent une brigade blindée, un autre de canons automoteurs et un bataillon de Tigres royaux. À ces unités s'ajoute toute l'aviation non déployée à la défense de l'Oder.
Renforcées par l'envoi de divisions prélevées sur les autres théâtres d'opérations, galvanisées par Himmler, les unités qui le composent tiennent le secteur du front depuis la ville d'Elbing à l'Est, jusqu'à l'Oder.

### Préparatifs et objectifs allemands
Lancée à l'initiative de Guderian, cette offensive est conçue pour bloquer les offensives secondaires soviétiques en destination de la Baltique, en Poméranie.
En effet, Guderian souhaite exploiter la position avancée des troupes soviétiques dans la région, pour écraser les unités soviétiques déployées au Nord de la Warthe. Il souhaite surtout renforcer le front en Poméranie, et monter une manœuvre d'encerclement des unités soviétiques avancée sur l'Oder.
Après une réunion houleuse à la chancellerie du Reich le 13 février, l'offensive se limite à une attaque en pince, destinée à reconquérir la rive Nord de la Warthe, voire à atteindre Küstrin, alors sur la ligne de front.
Dans ce contexte de défaillance entre Hitler et ses généraux, le déclenchement de l'offensive est planifié pour le 15 et les concentrations opérées dans la plus grande improvisation. L'offensive est alors conçue comme une poussée Nord-Sud sur un front de 50 km de large.

## Déroulement

### Déclenchement de l'offensive
Lancée le 15 février 1945 dans une certaine improvisation, les unités engagées bousculent alors la 47e armée soviétique. À la faveur de la surprise, le contact est rétabli avec les défenseurs d'Arnswalde, encerclés dans la ville.
Le lendemain, l'attaque générale est lancée, mais la pluie oblige les Allemands à faire mouvement sur les routes, où les blindés sont méthodiquement pilonnés par l'artillerie et l'aviation soviétiques, elle-même prise à partie par la Luftwaffe.

### Poursuite de l'offensive
Ce pilonnage crée les conditions de l'enlisement de l'offensive; cependant, le 17 février, Himmler ordonne la poursuite des assauts, voués à l'échec dans les champs de mines et sous le pilonnage soviétiques.

### Échec
Cependant, rapidement, les troupes soviétiques, revenant de leur surprise initiale, refoulent les troupes allemandes sur leurs bases de départ.
Les conditions météorologiques, obligeant les unités mécanisées allemandes à utiliser les routes, l'épuisement de la Luftwaffe, en dépit de succès indéniables, ainsi que les rapides contre-attaques soviétiques (aboutissant à la reconquête d’Arnswalde le 21 février) accélèrent l'échec allemand.
Ainsi, cette offensive est mise en échec dès le 19 février, lorsque la Wehrmacht est refoulée sur ses positions de départ.
Le 21 février, Hitler acte l'échec de son offensive, en ordonnant le retrait de la 11e armée Panzer SS,.

### Réorientation du dispositif soviétique
Enfin, cette offensive incite les planificateurs soviétiques à marquer une pause sur le front de l'Oder et à nettoyer de toute présence allemande les ailes nord et sud du dispositif soviétique. Ainsi, une force d'assaut est rapidement mise sur pied, destinée à écraser les défenseurs allemands de la Poméranie.
Dans ce contexte, les Soviétiques sont régulièrement informés par leur système d'écoute des déplacements d'unités allemandes, mais ils ignorent cependant la réalité, et surtout l'ampleur, de ces déplacements,.